# Пассивность
Покорность (также называемое подчинением или пассивностью) — это условие подчинения поддерживаемому законному влиянию своего начальства. Покорность подразумевает уступчивость или подчинение мнению признанного начальника из уважения. Почтение широко изучается политологами, социологами и психологами.

## Политика
Джон Смоленски (2005) исследовал покорность в колониальной Пенсильвании, чтобы увидеть, как претензии на политическую власть были сделаны, оправданы, приняты или отклонены. Он сосредотачивался на «колониальной речевой экономике», то есть, неявных правилах, определяющих, кто и к кому при каких условиях может обращаться, и описывает, как качества, которые внушали уважение, изменились в провинции с 1691 по 1764 год. Первоначально Квакерская элита установила монополию на политическое руководство, базировавшуюся на том, что они считали присущей им гражданской добродетелью, основанной на их религиозном и социальном классе. К 1760 году эта точка зрения была дискредитирована и заменена консенсусом о том, что гражданская добродетель является достигнутым, а не врожденным атрибутом, и должна определяться проявлением соответствующей мужественности и доблести людей, которые были готовы взяться за оружие для общей обороны колонии. Кроме того, жители Пенсильвании пришли к выводу, что все белые люди, а не только богатые владельцы собственности, в равной степени способны добиться политического голоса. Таким образом, воинственная мужественность стала определяющей характеристикой идеального гражданина и ознаменовала собой значительные изменения в том, как люди обосновывали свое право представлять общественные интересы

## Социология
Ирвинг Гоффман, социолог и писатель канадского происхождения, исследовал взаимосвязь между покорностью и манерой поведения в своем эссе 1967 года «Природа покорности и манеры поведения» [3]. По словам Гоффмана, человек с плохой манерой поведения будет иметь меньше уважения глазах общества. Однако то же самое верно и для людей, которые ведут себя хорошо: общество будет их уважать. Такие ситуации можно рассмотреть на примере того, как человек действует в социальной среде. Например, в ресторане мужчина отодвинул стул для своей спутницы. Или же человек не принял душ перед тем, как отправиться на званый обед. Эти примеры можно определить как демонстративное почтение. Поведение ограничивается не только действиями человека, но и его внешним видом. Человек представляет себя социальной группе через хороший или отвратительный внешний вид. Когда человек имеет ужасный вид, это облегчает взаимодействие между людьми. Ожидается, что после того, как человека примут в группу, он будет соответствовать нормам взаимодействия. Соблюдая эти нормы, люди получают уважение.

## Психология
Среди психологов продолжаются споры о том, в какой степени уважение в отношениях определяется врожденным типом личности человека или является результатом его жизненного опыта и обусловленности. В межличностных отношениях один из партнёров может покориться, чтобы соответствовать другому партнеру или стать приемлемым для него, что может быть благоприятным аспектом отношений. С другой стороны, это так же является признаком межличностной проблемы, например, жестокого обращения с партнером. Если один или оба человека испытывают хронический всеобъемлющий эмоциональный дистресс, тогда их половым партнерам или отдельным лицам может потребоваться психологическая оценка.
В межличностных отношениях некоторые люди предпочитают или готовы сыграть покорную роль в сексуальных или личных делах. Уровень и тип представления могут варьироваться от человека к человеку, от одного контекста к другому; а также зависит от желания другого партнера взять на себя управление в этих ситуациях. Некоторые люди могут включать случайные акты подчинения в обычную сексуальную жизнь или вести пассивный образ жизни.

## Биология
Подчинение также является обычным явлением в животном мире с преобладанием, которое охватывает всю гамму позвоночных и беспозвоночных. Знаки покорности используются либо для предотвращения опасного боя (в этом случае, они обычно появляются в начале столкновения), либо для установления иерархии доминирования (в этом случае, они обычно появляются после столкновения). Часто поведение, используемое для умиротворения оппонента или подчинения его авторитету, носит стереотипный характер (например, склонение головы, приседание, прострация, помещение хвоста между ног, лежание на спине), но иногда может перерасти в сложные ритуальные действия (например, просьба о еде со стороны покорного животного, срыгивание еды доминантой и проглатывание отрыгнутой пищи покорным). Некоторые исследователи считают, что часть инстинктивного механизма, поддерживающего такое поведение, связана с механизмом, который используется для уклонения от атак хищников или противостояния им, где проявляется подобное поведение (например, приседание, прострация, лежание на спине). Другие исследователи предположили, какие функции, если таковые имеются, это поведение может выполнять у современных людей, и предложили несколько возможностей (в основном, с точки зрения эволюции): они помогают в установлении привязанности «родитель-ребёнок» и формировании парных связей, способствуют развитию теории разума, играют роль в возникновении языка, они могут лежать в основе более высоких кооперативных и коммуникативных способностей людей.